# Lijst van kerken in Friesland

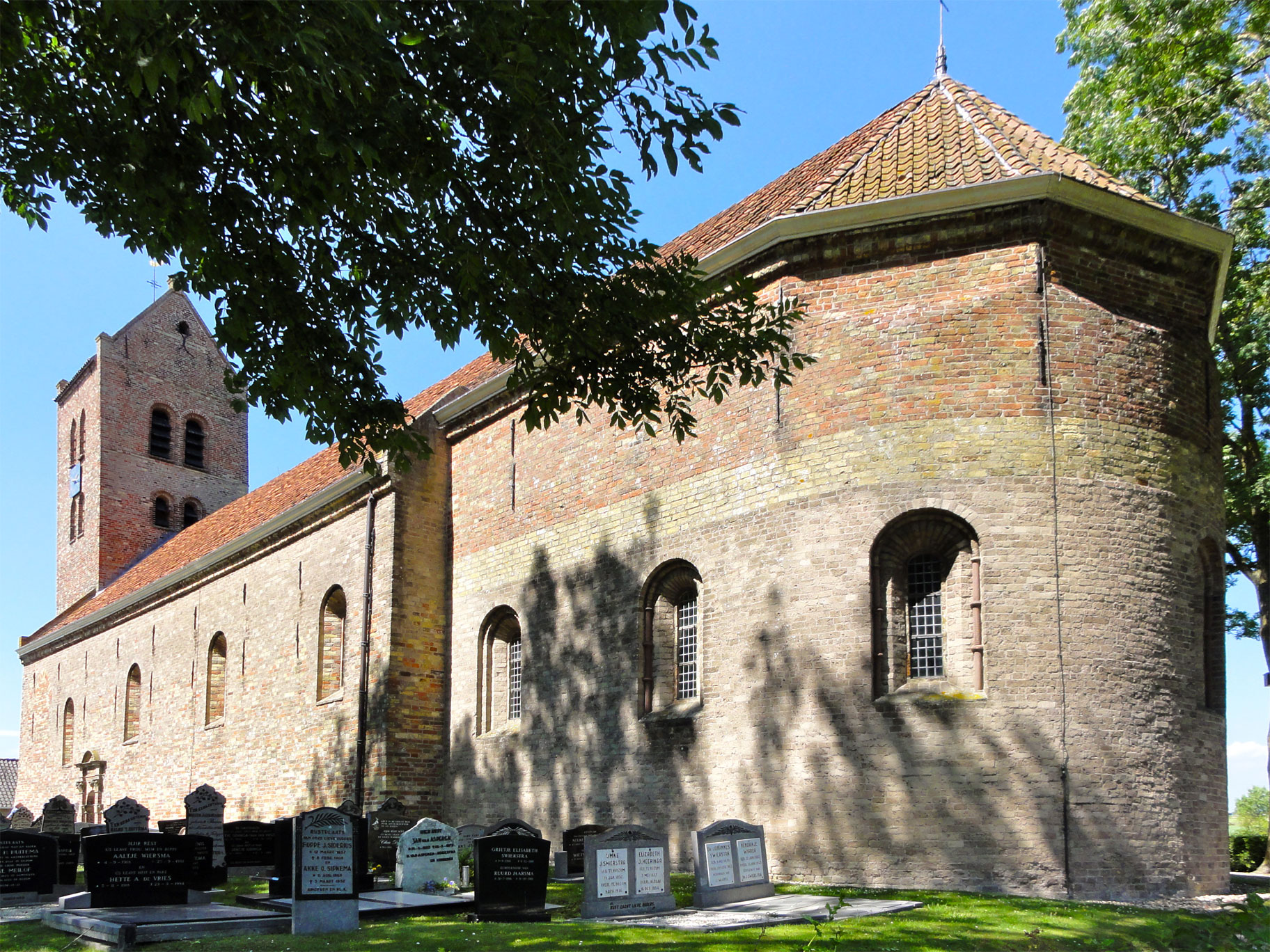
Sint-Martinuskerk in Bozum

De Lijst van kerken in de Nederlandse provincie Friesland telt honderden kerkgebouwen, waaronder meer dan 130 middeleeuwse kerken die de tand des tijds geheel of gedeeltelijk hebben doorstaan.  
De provincie was in de middeleeuwen relatief dichtbevolkt. De bevolking woonde met name in en rond de Friese elf steden en meer dan honderd dorpen. Centraal in stad en dorp stond de kerk. Daarnaast werd het platteland gedomineerd door de talloze kloosters in Friesland. Van de kloosters is weinig overgebleven, maar van de kerken des te meer. 
Friesland maakte tot 1559 vrijwel in zijn geheel deel uit van het bisdom Utrecht, enkel het gebied van de huidige gemeente Achtkarspelen behoorde tot het bisdom Münster. Tijdens de Beeldenstorm in Friesland gingen de meeste kerken over van de Rooms-Katholieke Kerk naar het Protestantisme. Hierbij ging veel van het kerkmeubilair verloren en werden de kerkgebouwen soberder ingericht.  
Door de ontkerkelijking en het samengaan van hervormde en gereformeerde kerken werd in de 20e en 21e eeuw een groot aantal kerkgebouwen overbodig. De Stichting Alde Fryske Tsjerken heeft meer dan 40 kerken in Friesland overgenomen, alle erkend als rijksmonument.

## Kerken
| Plaats                           | Naam                                               | Patroon                                                                            | stichtingsjaar | Bijzonderheden | Afbeelding |
| -------------------------------- | -------------------------------------------------- | ---------------------------------------------------------------------------------- | --- | --- | ---------- |
| Aalsum                           | Sint-Catharinakerk                                 | Catharina                                                                          | eind 12e eeuw | |            |
| Abbega                           | Gertrudiskerk                                      | Gertrudis                                                                          | middeleeuwse kern | |            |
| Achlum                           | Gertrudiskerk                                      | Gertrudis                                                                          | begin 12e eeuw | |            |
| Aegum                            | Kerktoren van Aegum                                |                                                                                    | 13e eeuw | |            |
| Akkrum                           | Terptsjerke                                        |                                                                                    | 1759 | |            |
| Akkrum                           | Doopsgezinde kerk                                  |                                                                                    | 1835 | |            |
| Allingawier                      | Hervormde kerk                                     |                                                                                    | 1635 | |            |
| Anjum                            | Sint-Michaëlkerk                                   | Michaël                                                                            | 12e eeuw | |            |
| Appelscha                        | Hervormde kerk                                     |                                                                                    | 1869 | |            |
| Arum                             | Lambertuskerk                                      | Lambertus                                                                          | 13e eeuw | |            |
| Arum                             | Gereformeerde kerk                                 |                                                                                    | 1910 | |            |
| Augsbuurt                        | Hervormde kerk                                     |                                                                                    | 1782 | |            |
| Augustinusga                     | Augustinuskerk                                     | Augustinus                                                                         | 15e eeuw, toren 13e eeuw | |            |
| Baard                            | Hervormde kerk                                     |                                                                                    | 1876 | |            |
| Baijum                           | Hervormde kerk                                     |                                                                                    | 1876 | |            |
| Bakkeveen                        | Hervormde kerk                                     |                                                                                    | 1856 | |            |
| Bakhuizen                        | Sint-Odulphuskerk                                  | Odulfus                                                                            | 1914 | |            |
| Balk                             | Sint-Ludgeruskerk                                  | Liudger                                                                            | 1883 | |            |
| Balk                             | It Breahûs                                         |                                                                                    | 1728 | |            |
| Ballum                           | Hervormde kerk                                     |                                                                                    | 1832 | |            |
| Beetgum                          | Sint-Martinuskerk                                  | Martinus                                                                           | 1669, toren 16e eeuw | |            |
| Beetgumermolen                   | Gereformeerde kerk                                 |                                                                                    | 1925 | |            |
| Beers                            | Mariakerk                                          | Maria                                                                              | 13e eeuw | |            |
| Beetsterzwaag                    | Dorpskerk                                          |                                                                                    | 1804 | |            |
| Bergum                           | Kruiskerk                                          | Martinus                                                                           | begin 12e eeuw | |            |
| Berlikum                         | Koepelkerk                                         |                                                                                    | 1779 | |            |
| Berlikum                         | Doopsgezinde kerk                                  |                                                                                    | 1841 | |            |
| Birdaard                         | Hervormde kerk                                     | Dionysius                                                                          | 1851 | |            |
| Birdaard                         | Gereformeerde kerk                                 |                                                                                    | 1893 | |            |
| Blauwhuis                        | Sint-Vituskerk                                     | Vitus                                                                              | 1869 | |            |
| Blesdijke                        | Hervormde kerk                                     |                                                                                    | 1843 | |            |
| Blessum                          | Mariakerk                                          | Maria                                                                              | 14e eeuw | |            |
| Blija                            | Sint-Nicolaaskerk                                  | Nicolaas                                                                           | begin 16e eeuw, toren 13e eeuw                                                                                                | |            |
| Bozum                            | Sint-Martinuskerk                                  | Martinus                                                                           | 12e eeuw, toren 13e eeuw | |            |
| Boer                             | Mariakerk                                          | Dionysius                                                                          | begin 12e eeuw, koor en toren 15e of 16e eeuw                                                                                 | |            |
| Boijl                            | Dorpskerk                                          | Martinus, patroonheilige van voorganger                                            | 1617 | |            |
| Boksum                           | Sint-Margaretakerk                                 | Margaretha                                                                         | 12e eeuw, toren herbouwd in 1843                                                                                              | |            |
| Bolsward                         | Broerekerk                                         |                                                                                    | begin 14e eeuw | |            |
| Bolsward                         | Martinikerk                                        | Martinus                                                                           | 15e eeuw | |            |
| Bolsward                         | Doopsgezinde kerk                                  |                                                                                    | 1784 | |            |
| Bolsward                         | Gasthuiskerk                                       |                                                                                    | 1929 | |            |
| Bolsward                         | Sint-Franciscusbasiliek                            | Franciscus                                                                         | 1933 | |            |
| Boornbergum                      | Hervormde kerk                                     |                                                                                    | 1871 | |            |
| Bornwird                         | Mariakerk                                          | Maria                                                                              | begin 13e eeuw, toren 1898 | |            |
| Brantgum                         | Hervormde kerk                                     |                                                                                    | 12e eeuw | |            |
| Britsum                          | Johanneskerk                                       | Johannes de Doper                                                                  | eind 12e eeuw | |            |
| Britswerd                        | Sint-Joriskerk                                     | Joris                                                                              | 12e eeuw, toren 1883 | |            |
| Buitenpost                       | Mariakerk                                          | Maria                                                                              | 15e eeuw, toren begin 13e eeuw                                                                                                | |            |
| Burgwerd                         | Johanneskerk                                       | Johannes                                                                           | begin 13e eeuw, toren 12e eeuw                                                                                                | |            |
| Burum                            | Hervormde kerk                                     |                                                                                    | 1784 | |            |
| Cornjum                          | Hervormde kerk                                     |                                                                                    | 1873 | |            |
| Cornwerd                         | Bonifatiuskerk                                     | Bonifatius                                                                         | 13e eeuw | |            |
| Damwoude                         | Sint-Benedictuskerk                                | Benedictus                                                                         | eind 12e eeuw | |            |
| Damwoude                         | Sint-Bonifatiuskerk                                | Bonifatius                                                                         | begin 13e eeuw | |            |
| Damwoude                         | De Ikker                                           |                                                                                    | 1850 | |            |
| Damwoude                         | Doopsgezinde kerk                                  |                                                                                    | 1767 | |            |
| De Knipe                         | Nij Brongergea Tsjerke                             |                                                                                    | 1661 | |            |
| Deersum                          | Nicolaaskerk                                       | Nicolaas                                                                           | 13e eeuw | |            |
| Dedgum                           | Hervormde kerk                                     |                                                                                    | 1889 | |            |
| Deinum                           | Sint-Johannes de Doperkerk                         | Johannes de Doper                                                                  | 13e eeuw, toren 16e eeuw | |            |
| Dokkum                           | Grote of Sint-Martinuskerk                         | Martinus                                                                           | 16e eeuw | |            |
| Dokkum                           | Sint-Bonifatiuskerk                                | Martinus en Bonifatius en Gezellen                                                 | 1871 | |            |
| Dokkum                           | Bonifatiuskapel                                    | Bonifatius                                                                         | 1934 | |            |
| Dongjum                          | Hervormde kerk                                     |                                                                                    | 1777 | |            |
| Donkerbroek                      | Hervormde kerk                                     | Laurentius, patroonheilige van voorganger                                          | 1714 | |            |
| Drachten                         | Grote Kerk                                         |                                                                                    | 1743 | |            |
| Drachten                         | Zuiderkerk                                         |                                                                                    | 1925 | |            |
| Drachten                         | Doopsgezinde kerk                                  |                                                                                    | 1790 | |            |
| Drachten                         | Goddelijke Verlosserkerk                           |                                                                                    | 1963 | |            |
| Drachten                         | De Fontein                                         |                                                                                    | 1965 | |            |
| Driesum                          | Hervormde kerk                                     |                                                                                    | 1713 | |            |
| Drogeham                         | Walburgakerk                                       | Walburga                                                                           | 1876, toren 13e eeuw | |            |
| Dronrijp                         | Salviuskerk                                        | Salvius                                                                            | 16e eeuw met restanten uit 12e eeuw                                                                                           | |            |
| Dronrijp                         | Maria Geboortekerk                                 |                                                                                    | 1839 | |            |
| Ee                               | Hervormde kerk                                     | Gangulfus                                                                          | 13e eeuw | |            |
| Eernewoude                       | Hervormde kerk                                     | Agnes                                                                              | 1794 | |            |
| Eernewoude                       | Gereformeerde kerk                                 |                                                                                    | 1906 | |            |
| Eestrum                          | Sint-Petruskerk                                    | Petrus                                                                             | 13e eeuw | |            |
| Edens                            | Hervormde kerk                                     |                                                                                    | 13e eeuw | |            |
| Echten                           | Sint-Laurentiuskerk                                | Laurentius                                                                         | 13e eeuw | |            |
| Elahuizen                        | Hervormde kerk                                     |                                                                                    | 1865 | |            |
| Elsloo                           | Dorpskerk                                          |                                                                                    | 1913 | |            |
| Engelum                          | Hervormde kerk                                     |                                                                                    | 1773 | |            |
| Engwierum                        | Hervormde kerk                                     |                                                                                    | 1746 toren 13e eeuw | |            |
| Exmorra                          | Johannes de Doperkerk                              | Johannes de Doper                                                                  | 13e eeuw | |            |
| Ferwerd                          | Sint-Martinuskerk                                  | Martinus                                                                           | 15e eeuw | |            |
| Ferwoude                         | Hervormde kerk                                     | Pancratius en Stefanus, patroonheiligen voorganger                                 | 1767 | |            |
| Feyteburen (Westhem)             | Bartholomeüskerk                                   | Bartolomeüs                                                                        | 1708, toren 13e eeuw of 14 eeuw                                                                                               | |            |
| Finkum                           | Sint-Vituskerk                                     | Vitus                                                                              | 13e eeuw | |            |
| Firdgum                          | Kerktoren van Firdgum                              | Nicolaas                                                                           | 13e eeuw | |            |
| Folsgare                         | Laurentiuskerk                                     | Laurentius                                                                         | 1875, toren mogelijk 13e-eeuws                                                                                                | |            |
| Foudgum                          | Mariakerk                                          | Maria                                                                              | 1808, middeleeuwse toren | |            |
| Franeker                         | Martinikerk                                        | Martinus                                                                           | 15e eeuw | Enige middeleeuwse kerk in Friesland met een kooromgang |            |
| Franeker                         | Sint-Franciscuskerk                                | Franciscus                                                                         | 1963 | |            |
| Friens                           | Hervormde kerk                                     |                                                                                    | 1795 | |            |
| Gaast                            | Hervormde kerk                                     |                                                                                    | 14e eeuw | |            |
| Gaastmeer                        | Pieltsjerke                                        |                                                                                    | 19e eeuw | |            |
| Garijp                           | Petruskerk                                         | Petrus                                                                             | 1838 | |            |
| Gauw                             | Hervormde kerk                                     | Nicolaas                                                                           | 19e eeuw, toren 13e eeuw | |            |
| Genum                            | Hervormde kerk                                     |                                                                                    | 12e eeuw | |            |
| Gerkesklooster                   | Hervormde kerk                                     |                                                                                    | 15e eeuw | Oorspronkelijk de brouwerij van het klooster Jeruzalem te Gerkesklooster |            |
| Giekerk                          | Martinuskerk                                       | Martinus                                                                           | 12e eeuw | |            |
| Goënga                           | Hervormde kerk                                     |                                                                                    | 1758 | |            |
| Goingarijp                       | Hervormde kerk                                     |                                                                                    | 1770 | |            |
| Gorredijk                        | Hervormde kerk                                     |                                                                                    | 1683, gesloopt in 1987 | |            |
| Gorredijk (Kortezwaag)           | Hervormde kerk                                     |                                                                                    | 1797 | |            |
| Goutum                           | Agneskerk                                          | Agnes                                                                              | 12e eeuw, toren 15e eeuw | |            |
| Grouw                            | Sint-Pieterkerk                                    | Petrus                                                                             | 13e eeuw | |            |
| Hallum                           | Grote of Sint-Maartenkerk                          | Martinus                                                                           | 13e eeuw | |            |
| Hallum                           | De Hoeksteen                                       |                                                                                    | 1912 | |            |
| Hantum                           | Nicolaaskerk                                       | Nicolaas                                                                           | 12e eeuw | |            |
| Hantumhuizen                     | Sint-Annakerk                                      | Anna                                                                               | 13e eeuw | |            |
| Harich                           | Hervormde kerk                                     |                                                                                    | 1663 | |            |
| Harlingen                        | Grote Kerk                                         |                                                                                    | 1775, toren middeleeuws | |            |
| Harlingen                        | Sint-Michaëlkerk                                   | Michaël                                                                            | 1881 | |            |
| Harlingen                        | Evangelisch-Lutherse kerk                          |                                                                                    | 1879 | |            |
| Harlingen                        | Doopsgezinde kerk                                  |                                                                                    | 1611 | |            |
| Haskerdijken                     | De Kapelle                                         |                                                                                    | 1818 | |            |
| Haskerhorne                      | Hervormde kerk                                     |                                                                                    | 18e eeuw | |            |
| Heeg                             | Haghakerk                                          | Christoffel                                                                        | 1840 | |            |
| Heeg                             | Sint-Jozefkerk                                     | Jozef                                                                              | 1876 | |            |
| Heeg                             | Ichthuskerk                                        |                                                                                    | 1891 | |            |
| Heerenveen                       | Doopsgezinde Kerk                                  |                                                                                    | 1762 | |            |
| Heerenveen                       | Kerk aan de Fok                                    |                                                                                    | 1867 | |            |
| Heerenveen                       | Kruiskerk                                          |                                                                                    | 1921 | |            |
| Heerenveen                       | Heilige Geestkerk                                  | Heilige Geest                                                                      | 1933 | |            |
| Heerenveen                       | Europalaankerk                                     |                                                                                    | 1933 | |            |
| Hemelum                          | Nicolaaskerk                                       | Nicolaas                                                                           | 1668 | |            |
| Hempens                          | Martinuskerk                                       | Martinus, patroonheilige voorganger                                                | 1806, toren 1872 | |            |
| Hemrik                           | Witte Kerk                                         | Andreas, patroonheilige voorganger                                                 | 1739 | |            |
| Herbaijum                        | Hervormde kerk                                     | Nicolaas                                                                           | 13e eeuw, ingrijpende herbouw in 1872                                                                                         | |            |
| Hiaure                           | Hervormde kerk                                     |                                                                                    | 1869 | |            |
| Hichtum                          | Hervormde kerk                                     |                                                                                    | begin 13e eeuw | |            |
| Hidaard                          | Hervormde kerk                                     |                                                                                    | 1873 | |            |
| Hieslum                          | Hervormde kerk                                     |                                                                                    | 1874 | |            |
| Hijum                            | Nicolaaskerk                                       | Nicolaas                                                                           | 12e eeuw | |            |
| Hijlaard                         | Johannes de Doperkerk                              | Johannes de Doper                                                                  | 15e eeuw, toren 13e eeuw | |            |
| Hindeloopen                      | Grote Kerk                                         | Gertrudis, patroonheilige voorganger                                               | 1632 | |            |
| Hitzum                           | Hervormde kerk                                     |                                                                                    | 1883 | |            |
| Hogebeintum                      | Hervormde kerk                                     |                                                                                    | 11e of begin 12e eeuw | Kerk bevindt zich op de hoogste terp van Friesland |            |
| Hollum                           | Sint-Magnuskerk                                    | Magnus                                                                             | 15e eeuw | De toren is geïnspireerd op de torens van de Martinikerk te Bolsward en de Sint-Vituskerk te Stiens |            |
| Holwerd                          | Sint-Willibrorduskerk                              | Willibrord                                                                         | 1775, toren begin 17e eeuw | |            |
| Holwerd                          | Doopsgezinde kerk                                  |                                                                                    | 1850 | |            |
| Hommerts                         | Johannes de Doperkerk                              | Johannes de Doper                                                                  | 1876 | |            |
| Hoorn                            | Sint Janskerk                                      | Johannes de Doper                                                                  | 13e eeuw | |            |
| Hoornsterzwaag                   | Hervormde kerk                                     |                                                                                    | 1621 | |            |
| Huins                            | Hervormde kerk                                     | Nicolaas                                                                           | 13e eeuw | |            |
| Idaard                           | Gertrudiskerk                                      | Gertrudis                                                                          | 1774, toren 15e eeuw | |            |
| Idsegahuizum                     | Hervormde kerk                                     |                                                                                    | 1874 | |            |
| IJsbrechtum                      | Hervormde kerk                                     | Martinus, patroonheilige voorganger                                                | 1865 | |            |
| IJlst                            | Mauritiuskerk                                      | Mauritius, patroonheilige voorganger                                               | 1830 | |            |
| IJlst                            | Doopsgezinde kerk                                  |                                                                                    | 1857 | |            |
| IJlst                            | Stadslaankerk                                      |                                                                                    | 1911 | |            |
| Irnsum                           | Mauritiuskerk                                      | Mauritius                                                                          | 1877 | |            |
| Itens                            | Martinikerk                                        | Martinus                                                                           | 1806, toren 1842 | |            |
| Janum                            | Hervormde kerk                                     |                                                                                    | 13e eeuw | |            |
| Jellum                           | Theaterkerk Mammemahuis                            |                                                                                    | 1895 | |            |
| Jelsum                           | Hervormde kerk                                     |                                                                                    | 12e eeuw, toren 13e eeuw | |            |
| Jislum                           | Catharinakerk                                      | Catharina, patroonheilige voorganger                                               | 1886 | |            |
| Jorwerd                          | Sint-Radboudkerk                                   | Radboud                                                                            | 12e eeuw, toren 1954 | |            |
| Joure (Westermeer)               | Kerktoren van Westermeer                           | Matteüs                                                                            | 14e eeuw, kerk begin 18e eeuw gesloopt                                                                                        | |            |
| Joure                            | Hobbe van Baerdt Tsjerke                           |                                                                                    | 1644 | |            |
| Joure                            | Doopsgezinde kerk                                  |                                                                                    | 1824 | |            |
| Joure                            | Sint-Mattheüskerk                                  | Matteüs, patroonheilige ontleend aan de kerk van Westermeer                        | 1953 | |            |
| Jouswier                         | Petruskerk                                         | Petrus, patroonheilige voorganger                                                  | 1557, toren 1752 | |            |
| Jubbega                          | Gereformeerde kerk                                 |                                                                                    | 1865 | |            |
| Katlijk                          | Thomaskerk                                         | Tomas                                                                              | 1525 | |            |
| Kimswerd                         | Sint-Laurentiuskerk                                | Laurentius                                                                         | 11e, 12e en 13e eeuw, toren 12e eeuw en verhoogd in 1516                                                                      | |            |
| Kollum                           | Maartenskerk                                       | Martinus                                                                           | 15e eeuw | |            |
| Kollum                           | Oosterkerk                                         |                                                                                    | 1925 | |            |
| Kollumerpomp                     | Gereformeerde kerk                                 |                                                                                    | 1906 | |            |
| Kollumerzwaag                    | Hervormde kerk                                     |                                                                                    | 12e eeuw | |            |
| Kootstertille                    | Benedictuskerk                                     | Benedictus                                                                         | 1882 | |            |
| Kortehemmen                      | Hervormde kerk                                     |                                                                                    | begin 14e eeuw | |            |
| Koudum                           | Martinikerk                                        | Martinus                                                                           | 1857 | |            |
| Kubaard                          | Hervormde kerk                                     | Victor, al werd door een muurschildering eerst gedacht aan Christoffel             | waarschijnlijk 13e eeuw, toren 1885                                                                                           | |            |
| Langezwaag                       | Hervormde kerk                                     | Matteüs, patroonheilige voorganger                                                 | 1781 | |            |
| Langweer                         | Hervormde kerk                                     |                                                                                    | 1777 | |            |
| Leeuwarden                       | Grote of Jacobijnerkerk                            |                                                                                    | 1275 | |            |
| Leeuwarden                       | Galileërkerk                                       |                                                                                    | 15e eeuw, gesloopt in 1940 | |            |
| Leeuwarden                       | Oldehove of Sint-Vituskerk                         | Vitus                                                                              | 1529, kerk geheel afgebroken in 1595                                                                                          | De toren geldt als het symbool van de stad Leeuwarden |            |
| Leeuwarden                       | Westerkerk                                         | Bonifatius en Gezellen                                                             | 16e eeuw | Poppodium Romein was van 2006 tot 2015 gevestigd in de Westerkerk |            |
| Leeuwarden                       | Sint-Bonifatiuskerk                                | Bonifatius en Gezellen                                                             | 1882 | |            |
| Leeuwarden                       | Pelikaankerk                                       |                                                                                    | 1931 | |            |
| Leeuwarden                       | Sint-Dominicuskerk                                 | Dominicus                                                                          | 1937 | |            |
| Lekkum                           | Hervormde kerk                                     |                                                                                    | 1778, toren 1896 | |            |
| Lemmer                           | Hervormde kerk                                     |                                                                                    | 1716 | |            |
| Lemmer                           | Gereformeerde kerk                                 |                                                                                    | circa 1873 | |            |
| Lemmer                           | Nieuw Apostolische kerk                            |                                                                                    | 1920 | |            |
| Lemmer                           | Sint-Willibrorduskerk                              | Willibrord                                                                         | 1901 | |            |
| Lichtaard                        | Petruskerk                                         | Petrus                                                                             | 16e eeuw, toren vernieuwd in 1851                                                                                             | |            |
| Lioessens                        | Hervormde kerk                                     |                                                                                    | 13e eeuw | |            |
| Lioessens                        | Gereformeerde kerk                                 |                                                                                    | 1927 | |            |
| Lions                            | Catharinakerk                                      | Catharina                                                                          | 14e eeuw, toren in 19e eeuw ommetseld                                                                                         | |            |
| Lippenhuizen                     | Hervormde kerk                                     |                                                                                    | 1743, herbouwd in 1860 | |            |
| Lollum                           | Hervormde kerk                                     |                                                                                    | 13e eeuw | |            |
| Longerhouw                       | Hervormde kerk                                     |                                                                                    | 1757, toren 13e eeuw | |            |
| Lutkewierum                      | Gertrudiskerk                                      | Gertrudis                                                                          | 1557, toren 15e eeuw | |            |
| Makkinga                         | Bonifatiuskerk                                     | Bonifatius, patroonheilige voorganger                                              | 1777 | |            |
| Makkum                           | Doniakerk                                          | Martinus, patroonheilige voorganger                                                | 1660 | |            |
| Makkum                           | Doopsgezinde kerk                                  |                                                                                    | 1909 | |            |
| Makkum                           | Sint-Martinuskerk                                  | Martinus                                                                           | 1938 | |            |
| Mantgum                          | Mariakerk                                          | Maria                                                                              | begin 16e eeuw, ter vervanging van een kerk uit begin 13e eeuw, toren 1868                                                    | |            |
| Marrum                           | Godeharduskerk                                     | Godehardus                                                                         | 13e eeuw, toren 1858 | |            |
| Marssum                          | Sint-Pontianuskerk                                 | Pontianus                                                                          | 12e eeuw, toren 13e eeuw en in 1848 werd zadeldak vervangen door van spits                                                    | |            |
| Menaldum                         | Hervormde kerk                                     | Lambertus, patroonheilige voorganger                                               | koor 1855, toren 1866, schip 1874                                                                                             | |            |
| Metslawier                       | Hervormde kerk                                     |                                                                                    | 1776 | |            |
| Midlum                           | Nicolaaskerk                                       | Nicolaas                                                                           | begin 13e eeuw, consistorie in 1912 aangebouwd                                                                                | |            |
| Midsland (Terschelling)          | Hervormde kerk                                     |                                                                                    | 1881 | |            |
| Miedum                           | Kerktoren van Miedum                               |                                                                                    | 14e eeuw | De toren is met een hellingshoek van 4,72 graden de scheefste toren van Nederland |            |
| Mildam                           | Hervormde kerk                                     |                                                                                    | 1726 | |            |
| Minnertsga                       | Meinardskerk                                       | Martinus                                                                           | 16e eeuw met delen uit 13e eeuw, toren 1505                                                                                   | |            |
| Molkwerum                        | Lebuïnuskerk                                       | Lebuïnus, patroonheilige voorganger                                                | 1850, toren 17e eeuw | |            |
| Morra                            | Sint-Johanneskerk                                  | Johannes                                                                           | 13e eeuw | |            |
| Munnekeburen                     | Hervormde kerk                                     |                                                                                    | 1806 | |            |
| Nes (Dongeradeel)                | Sint-Johanneskerk                                  | Johannes                                                                           | 12e eeuw, koor 13e eeuw | |            |
| Nes (Ameland)                    | Klokkentoren van Nes                               |                                                                                    | 1664 | |            |
| Nes (Ameland)                    | Sint-Clemenskerk                                   | Clemens                                                                            | 1878 | |            |
| Nes (Ameland)                    | Hervormde kerk                                     |                                                                                    | 1824 | |            |
| Niawier                          | Hervormde kerk                                     |                                                                                    | 1678, gebouwd met de kloostermoppen van de voorganger                                                                         | |            |
| Nieuwehorne                      | Hervormde kerk                                     |                                                                                    | 1778 | |            |
| Nieuweschoot                     | Hervormde kerk                                     |                                                                                    | 15e eeuw of gebouwd met hergebruikte kloostermoppen in 17e eeuw                                                               | |            |
| Nijega                           | Hervormde kerk                                     |                                                                                    | 16e eeuw en vermoedelijk eerder, ingrijpende verbouwingen in 1850 en 1894                                                     | |            |
| Nijeholtpade                     | Nicolaaskerk                                       | Nicolaas                                                                           | 1525 | |            |
| Nijemirdum                       | Kerktoren van Nijemirdum                           |                                                                                    | tweede helft 14e eeuw en verhoogd begin 16e eeuw, kerk gesloopt in 19e eeuw                                                   | |            |
| Nijhuizum                        | Hervormde kerk                                     |                                                                                    | 19e eeuw | |            |
| Nijland                          | Nicolaaskerk                                       | Nicolaas                                                                           | 16e eeuw, toren 13e eeuw | |            |
| Noordwolde                       | Protestantse kerk                                  |                                                                                    | 1640, geveltoren uit 1874 | |            |
| Oenkerk                          | Mariakerk                                          | Maria                                                                              | 12e eeuw, schip 13e eeuw, toren 14e eeuw                                                                                      | |            |
| Offingawier                      | Hervormde kerk                                     |                                                                                    | 1335, in 1882 ommetseld naar plannen van Albert Breunissen Troost, toren 19e eeuw                                             | |            |
| Oldeberkoop                      | Bonifatiuskerk                                     | Bonifatius, al werd in een document uit 1553 gesproken over de kerk van Sint-Vitus | 12e eeuw | |            |
| Oldeboorn                        | Doelhofkerk                                        | Pancratius                                                                         | 1753 | |            |
| Oldeboorn                        | Gereformeerde kerk                                 |                                                                                    | 1738 | |            |
| Oldeholtpade                     | Stephanuskerk                                      | Stefanus                                                                           | 1545, toren 1608 | |            |
| Oldelamer                        | Hervormde kerk                                     |                                                                                    | 1794, toren 1869 | |            |
| Olterterp                        | Sint-Hippolytuskerk                                | Hippolytus                                                                         | 15e eeuw, toren 1744 | |            |
| Oosterbierum                     | Sint-Joriskerk                                     | Joris                                                                              | begin 13e eeuw, schip verlengde in 14e eeuw, kerk verhoogd in 16e eeuw, consistorie werd tegen de kerk aangebouwd in 1709     | |            |
| Oosterend                        | Martinikerk                                        | Martinus                                                                           | 14e eeuw, toren 17e eeuw | |            |
| Oosterlittens                    | Margarethakerk                                     | Margaretha                                                                         | 12e eeuw | |            |
| Oosternijkerk                    | Sint-Ceciliakerk                                   | Cecilia                                                                            | 15e of 16e eeuw, toren 13e eeuw                                                                                               | |            |
| Oostermeer)                      | Oude Kerk                                          |                                                                                    | 13e eeuw | |            |
| Oostermeer)                      | Nieuwe Kerk                                        |                                                                                    | 1868 | |            |
| Oosterwierum                     | Kerktoren van Oosterwierum                         | Nicolaas                                                                           | 14e eeuw | |            |
| Oosterwierum                     | Sint-Wirokerk                                      | Wiro                                                                               | 1925 | |            |
| Oosterwolde                      | Dorpskerk                                          |                                                                                    | 1735 | |            |
| Oosterzee                        | Hervormde kerk                                     | Agatha                                                                             | 1860 | |            |
| Oosthem                          | Johanneskerk                                       | Johannes de Doper, patroonheilige voorganger                                       | 1860 | |            |
| Oostrum                          | Sint-Nicolaaskerk                                  | Nicolaas                                                                           | waarschijnlijk 16e eeuw, toren 13e eeuw                                                                                       | In de kerk bevinden zich vijf muurschildering van andere kerkgebouwen, waarschijnlijk uit 1582. Het is niet duidelijk welke gebouwen het betreft, al vertoont een afbeelding veel gelijkenissen met de abdijtoren van Dokkum.       |            |
| Oost-Vlieland                    | Nicolaaskerk                                       | Nicolaas                                                                           | 1605, verbouw tot kruiskerk in 1647                                                                                           | Deze kerk wordt ook wel de 'Historische zeemanskerk' genoemd. Zo is in de preekstoel een kastdeur uit een scheepswrak verwerkt, fungeren enkele scheepsmasten als pilaren en zijn een aantal banken van juttershout gemaakt.        |            |
| Opeinde                          | Hervormde kerk                                     |                                                                                    | 1908 | |            |
| Oppenhuizen                      | Johanneskerk                                       | Johannes de Doper, patroonheilige voorganger                                       | 1695 en naar het oosten verlengd in 1839, toren 1817                                                                          | |            |
| Oudebildtzijl                    | Julianakerk                                        |                                                                                    | 1806, in 1909 werd de kerk uitgebreid door de ervoor gelegen pastorie bij de kerk te trekken                                  | |            |
| Oudega (De Friese Meren)         | Johannes de Doperkerk                              | Johannes de Doper                                                                  | 1850 | |            |
| Oudega (Smallingerland)          | Sint-Agathakerk                                    | Agatha                                                                             | 12e eeuw, muren verhoogd in 1875                                                                                              | |            |
| Oudega (Súdwest-Fryslân)         | Ankertsjerke                                       |                                                                                    | 1755 | |            |
| Oudehaske                        | Hervormde kerk                                     |                                                                                    | 1906 | |            |
| Oudemirdum                       | De Fontein                                         |                                                                                    | 1790, gebouwd op de fundamenten van een voorganger uit de 13e eeuw, een tweede beuk werd aan de noordzijde aangebouwd in 1926 | |            |
| Oudeschoot                       | Skoattertsjerke                                    |                                                                                    | 1752 | |            |
| Oudeschoot                       | Sionskerk                                          | Zion                                                                               | 1965 | |            |
| Oudkerk                          | Pauluskerk                                         | Paulus                                                                             | 12e en 13e eeuw | |            |
| Oudwoude                         | Hervormde kerk                                     |                                                                                    | 15e eeuw | |            |
| Ouwsterhaule                     | Hervormde kerk                                     |                                                                                    | 14e eeuw, ommanteling in 1877                                                                                                 | |            |
| Paesens                          | Sint-Antoniuskerk                                  | Antonius                                                                           | begin 13e eeuw, toren werd in 1792 afgebroken en met de vrijgekomen stenen werd de kerk verlengd                              | |            |
| Parrega                          | Sint-Johannes de Doperkerk                         | Johannes de Doper                                                                  | 13e of 14e eeuw | |            |
| Peins                            | Sint-Gertrudiskerk                                 | Gertrudis                                                                          | begin 14e eeuw | |            |
| Peperga                          | Pieter Stuyvesantkerk                              | Nicolaas                                                                           | middeleeuws, herbouw schip in 1810 na brand, toren verhoogd in 1537                                                           | |            |
| Piaam                            | Nicolaaskerk                                       | Nicolaas                                                                           | 13e eeuw | |            |
| Pietersbierum                    | Hervormde kerk                                     | Petrus, patroonheilige voorganger                                                  | 1845 | |            |
| Pingjum                          | Victoriuskerk                                      | Victor                                                                             | 15e eeuw, toren 13e eeuw | |            |
| Pingjum                          | Doopsgezinde kerk                                  |                                                                                    | 1600 | De kerk was een schuilkerk en werd gebouwd achter een onopvallende kosterswoning. Het kerkgebouw wordt ook wel 'Menno's Fermanje' genoemd, naar Menno Simons uit het naburige Witmarsum. Hij was de grondlegger van het mennonisme. |            |
| Poppingawier                     | Hervormde kerk                                     | Nicolaas, patroonheilige voorganger                                                | 1860 | |            |
| Raard                            | Johannes de Doperkerk                              | Johannes de Doper                                                                  | 13e eeuw, in 1787 of 1807 werden de muren verlaagd en werd de toren gebouwd                                                   | |            |
| Raard                            | Marthakerk                                         | Marta                                                                              | 1918 | |            |
| Rauwerd                          | Laurentiuskerk                                     | Laurentius, patroonheilige voorganger                                              | 1815 | |            |
| Reitsum                          | Hervormde kerk                                     |                                                                                    | 1738, toren 1874 | |            |
| Ried                             | Hervormde kerk                                     |                                                                                    | 1653, toren 1625 | |            |
| Rijperkerk                       | Hervormde kerk                                     |                                                                                    | 1757 | |            |
| Rinsumageast                     | Alexanderkerk                                      | Alexander                                                                          | 12e eeuw | |            |
| Roodkerk                         | Roodkerkje                                         | Martinus                                                                           | 12e eeuw, nieuwe westgevel met toren in 18e eeuw                                                                              | |            |
| Roodhuis                         | Sint-Martinuskerk                                  | Martinus                                                                           | 1892 | |            |
| Roordahuizum                     | Vincentiuskerk                                     | Vincentius                                                                         | 15e eeuw, toren 1878 | |            |
| Rottevalle                       | Hervormde kerk                                     |                                                                                    | 1724 | |            |
| Rottevalle                       | Doopsgezinde kerk                                  |                                                                                    | 1838 | |            |
| Rottevalle                       | Gereformeerde kerk                                 |                                                                                    | 1937 | |            |
| Sandfirden                       | Hervormde kerk                                     |                                                                                    | 1732, in 1869 werd de kerk naar het oosten verlengd                                                                           | |            |
| Schalsum                         | Nicolaaskerk                                       | Nicolaas                                                                           | 13e eeuw met kap en gewelf uit 16e eeuw, toren 14e eeuw                                                                       | |            |
| Scharnegoutum                    | Martenskerk                                        | Martinus                                                                           | 1861 | |            |
| Scharsterbrug                    | Hervormde kerk                                     |                                                                                    | 1914 | |            |
| Scherpenzeel                     | Protestantse kerk                                  |                                                                                    | 1788, in 1860 werd er aan de noordzijde een dwarsarm aangebouwd, toren 1879                                                   | |            |
| Schettens                        | Protestantse kerk                                  |                                                                                    | 1865, toren 1877 | |            |
| Schiermonnikoog                  | Grote Kerk of Got Tjark                            |                                                                                    | 1866 | |            |
| Schiermonnikoog                  | Sint-Egbertuskapel                                 | Egbert                                                                             | 1915 | |            |
| Schillaard                       | Kerktoren van Schillaard                           |                                                                                    | 1567, kerk afgebroken in 1880                                                                                                 | |            |
| Schraard                         | Hervormde kerk                                     |                                                                                    | 13e eeuw, toren 12e eeuw | |            |
| Sexbierum                        | Sixtuskerk                                         | Sixtus                                                                             | 13e eeuw, kerk bepleisterd in 1772 en toren ommanteld in 1904                                                                 | |            |
| Sexbierum                        | Gereformeerde kerk                                 |                                                                                    | 1928 | |            |
| Siegerswoude (Opsterland)        | Hervormde kerk                                     | Jakobus de Meerdere                                                                | 1949. Tweede vervanger van middeleeuwse kerk uit 13e eeuw                                                                     | |            |
| Sijbrandaburen                   | Sint Maartenskerk                                  |                                                                                    | 1872 | |            |
| Sijbrandahuis                    | Kloosterkapel                                      |                                                                                    | begin 14e eeuw | |            |
| Sint Annaparochie                | Van Harenskerk                                     |                                                                                    | 1683 | |            |
| Sint Jacobiparochie              | Groate Kerk                                        |                                                                                    | 1844 | |            |
| Sint Nicolaasga                  | Protestantse kerk                                  |                                                                                    | 1721 | |            |
| Sint Nicolaasga                  | Sint-Nicolaaskerk                                  | Nicolaas                                                                           | 1887 | |            |
| Slappeterp                       | Hervormde kerk                                     |                                                                                    | 1926 | |            |
| Sloten                           | Hervormde kerk                                     | Johannes de Doper, patroonheilige voorganger                                       | 1647, dakruiter vernieuwd in 1843                                                                                             | |            |
| Sloten                           | Sint-Fredericuskerk                                | Fredericus                                                                         | 1933 | |            |
| Sneek                            | Grote of Martinikerk                               | Martinus                                                                           | 11 eeuw | |            |
| Sneek                            | Kleine Kerk                                        | Martinus                                                                           | voor 1390, gesloopt in 1845                                                                                                   | |            |
| Sneek                            | Fredehiem                                          |                                                                                    | 1813 | |            |
| Sneek                            | Doopsgezinde kerk                                  |                                                                                    | 1842 | |            |
| Sneek                            | Sint-Martinuskerk                                  | Martinus                                                                           | 1872 | |            |
| Sneek                            | Noorderkerk                                        |                                                                                    | 1881 | |            |
| Sneek                            | Zuiderkerk                                         |                                                                                    | 1889 | |            |
| Sneek                            | Witte Kerkje                                       |                                                                                    | 1907 | |            |
| Sneek                            | Kerk Baptisten Gemeente                            |                                                                                    | rond 1920 | |            |
| Sneek                            | Nieuw-Apostolische kerk (Johan Willem Frisostraat) |                                                                                    | 1931 | |            |
| Sneek                            | Oosterkerk                                         |                                                                                    | 1955 | |            |
| Sneek                            | Ichthuskerk                                        |                                                                                    | 1959 | |            |
| Sneek                            | Nieuw-Apostolische kerk (Middelzeelaan)            |                                                                                    | 1974 | |            |
| Sneek                            | HEMkerk                                            |                                                                                    | 2010 | |            |
| Sondel                           | Hervormde kerk                                     |                                                                                    | 1870 | |            |
| Spannum                          | Hervormde kerk                                     | Remigius                                                                           | begin 16e eeuw, kerk beklampt in 19e eeuw, toren 15e eeuw                                                                     | |            |
| Stavoren                         | Nicolaaskerk                                       | Nicolaas, patroonheilige voorganger                                                | 1861 | |            |
| Steggerda                        | Protestantse kerk                                  |                                                                                    | 1739 | |            |
| Stiens                           | Sint-Vituskerk                                     | Vitus en Anna                                                                      | 12e eeuw, wijzigingen in koor in 13e en 19e eeuw                                                                              | |            |
| Suameer                          | Dorpskerk                                          |                                                                                    | 1769 | |            |
| Suawoude                         | Sint-Georgiuskerk                                  | Joris                                                                              | 12e eeuw, herstel van de kerk rond 1580 en in 1632, toren 1888                                                                | |            |
| Surhuisterveen                   | Dorpskerk                                          |                                                                                    | 1685 | |            |
| Surhuisterveen                   | Doopsgezinde kerk                                  |                                                                                    | 1804 | |            |
| Surhuizum                        | Antoniuskerk                                       | Antonius, patroonheilige voorganger                                                | 1614, toren begin 13e eeuw | |            |
| Swichum                          | Nicolaaskerk                                       | Nicolaas                                                                           | 13e eeuw, toren beklampt in 1883                                                                                              | |            |
| Ter Idzard                       | Bonifatiuskerk                                     | Bonifatius                                                                         | 16e eeuw, westgevel met toren 1903                                                                                            | |            |
| Terband                          | Rotondekerk                                        |                                                                                    | 1845 | |            |
| Terhorne                         | Hervormde kerk                                     |                                                                                    | 1874 | |            |
| Ternaard                         | Grote Kerk                                         |                                                                                    | midden 16e eeuw, toren 1871                                                                                                   | |            |
| Terwispel                        | Hervormde kerk                                     |                                                                                    | 1864 | |            |
| Terzool                          | Hervormde kerk                                     |                                                                                    | 15e eeuw, toren 14e eeuw | |            |
| Tietjerk                         | Sint-Vituskerk                                     | Vitus, patroonheilige voorganger                                                   | 1720-1726, uitbreiding tot kruiskerk in 1892, toren 1905                                                                      | |            |
| Tijnje                           | Gereformeerde kerk                                 |                                                                                    | 1921 | |            |
| Tirns                            | Hervormde kerk                                     | Lambertus, patroonheilige voorganger                                               | 1699, westgevel met toren 1827                                                                                                | |            |
| Tjalleberd                       | Aengwirder Tsjerke                                 |                                                                                    | 1742 | |            |
| Tjalhuizum                       | Kerktoren van Tjalhuizum                           |                                                                                    | herbouw van toren in 1871 na afbraak van kerk in 1823                                                                         | |            |
| Tjerkgaast                       | Hervormde kerk                                     |                                                                                    | 1703, toren 1759 | |            |
| Tjerkwerd                        | Sint-Petruskerk                                    | Petrus                                                                             | mogelijk 14e eeuw, ingekort in 1641, toren 1888                                                                               | |            |
| Twijzel                          | Sint-Petruskerk                                    | Petrus                                                                             | 1692, toren 13e eeuw | |            |
| Tzum                             | Johanneskerk                                       | Johannes de Doper                                                                  | 12e eeuw, toren 16e eeuw | |            |
| Tzummarum                        | Sint-Martinuskerk                                  | Martinus                                                                           | 1876, toren 16e eeuw | |            |
| Uitwellingerga                   | Hermeskerk                                         | Hermes, patroonheilige voorganger                                                  | 1690, toren 1873 | |            |
| Ureterp                          | Sint-Petruskerk                                    | Petrus                                                                             | 13e eeuw | |            |
| Veenwouden                       | Johanneskerk                                       | Johannes de Doper                                                                  | 1648 | |            |
| Veenwouden                       | Doopsgezinde kerk                                  |                                                                                    | 1865 | |            |
| Vrouwenparochie                  | Hervormde kerk                                     |                                                                                    | 1670 | |            |
| Waaksens                         | Hervormde kerk                                     |                                                                                    | 13e eeuw, toren 1880 | |            |
| Waaxens                          | Sint-Thomaskerk                                    | Tomas                                                                              | 12e eeuw, 15e eeuw verbouwing                                                                                                 | |            |
| Wanswerd                         | Petruskerk                                         | Petrus                                                                             | 16e eeuw, nieuw kap in 18e eeuw                                                                                               | |            |
| Warga                            | Sint-Martinuskerk                                  | Martinus                                                                           | 1862 | |            |
| Warga                            | Theaterkerk De Bidler                              |                                                                                    | 1872 en vergroot in 1878 | |            |
| Warns                            | Johannes de Doperkerk                              | Johannes de Doper                                                                  | 1682, toren 12e eeuw | |            |
| Warns                            | Gereformeerde kerk                                 |                                                                                    | 1892 | Sinds 2002 vervult het gebouw de rol van dorps- en cultuurhuis 'De Spylder'. |            |
| Warstiens                        | Hervormde kerk                                     |                                                                                    | 1882 | |            |
| Wartena                          | Hervormde kerk                                     |                                                                                    | 1780 | |            |
| Weidum                           | Johanneskerk                                       | Johannes                                                                           | 13e eeuw, toren 12e eeuw | |            |
| Welsrijp                         | Ursulakerk                                         | Ursula                                                                             | begin 13e eeuw, toren 1892 | |            |
| Westergeest                      | Hervormde kerk                                     | Martinus                                                                           | 13e eeuw | |            |
| West-Terschelling (Terschelling) | Westerkerk                                         |                                                                                    | 1663 | |            |
| Wetsens                          | Sint-Vituskerk                                     | Vitus                                                                              | 12e eeuw, nieuwe kap 16e eeuw, toren ingestort in 1842, sindsdien in het bezit van een hangende klokkenstoel                  | |            |
| Wier                             | Ioannis Theaterkerk Wier                           |                                                                                    | 12e eeuw, toren 1881 | |            |
| Wierum                           | Mariakerk                                          | Maria                                                                              | 1912, toren 12e eeuw | |            |
| Wieuwerd                         | Nicolaaskerk                                       | Nicolaas                                                                           | 12 eeuw, toren 1888 | De kerk is vooral bekend om de gemummificeerde lijken die in 1765 aangetroffen werden in de grafkelder |            |
| Wijckel                          | Vaste Burchtkerk                                   |                                                                                    | 1671 of 1695, toren 15e eeuw                                                                                                  | |            |
| Wijnaldum                        | Andreaskerk                                        | Andreas                                                                            | 15e eeuw, toren 1904 | |            |
| Wijnjewoude (Duurswoude)         | Hervormde kerk                                     | Johannes, patroonheilige voorganger                                                | 15e eeuw | |            |
| Wijnjewoude (Wijnjeterp)         | Hervormde kerk                                     |                                                                                    | 1779 | |            |
| Wijns                            | Sint-Vituskerk                                     | Vitus                                                                              | begin 13e eeuw | |            |
| Winsum                           | Mariakerk                                          | Maria                                                                              | 16e eeuw, kerk ommetseld in 1880, toren 1880                                                                                  | |            |
| Wirdum                           | Sint-Martinuskerk                                  | Martinus                                                                           | 12e eeuw, verbouwd in 13e eeuw, toren 14e eeuw                                                                                | |            |
| Witmarsum                        | Koepelkerk                                         |                                                                                    | 1633, schip kreeg driezijdige sluiting na afbraak van toren in 1819                                                           | |            |
| Wolsum                           | Pancratiuskerk                                     | Pancratius                                                                         | rond 1870 | |            |
| Wolvega                          | Kerk op de Hoogte                                  | Maria Magdalena, patroonheilige voorganger                                         | 1646, toren 1894 | |            |
| Wolvega                          | Sint-Franciscuskerk                                | Franciscus                                                                         | 1939 | |            |
| Wommels                          | Jacobikerk                                         | Jakobus de Meerdere                                                                | 13e eeuw, hersteld in 1508, toren 1862                                                                                        | |            |
| Wons                             | Hervormde kerk                                     |                                                                                    | 1728, toren 1776, consistorie aangebouwd in 1961-'62                                                                          | |            |
| Workum                           | Grote of Sint-Gertrudiskerk                        | Gertrudis                                                                          | 15e en 16e eeuw | |            |
| Workum                           | Sint-Werenfriduskerk                               | Werenfried van Elst                                                                | 1877 | |            |
| Workum                           | Doopsgezinde kerk                                  |                                                                                    | 1694 | |            |
| Woudsend                         | Sint-Michaëlkerk                                   | Michaël                                                                            | 1792, bouw toren en verlenging van schip in 1933                                                                              | |            |
| Woudsend                         | De Karmel                                          |                                                                                    | 1837 | |            |
| Woudsend                         | Gereformeerde kerk                                 |                                                                                    | 1912 | Sinds 2000 in gebruik als woonhuis |            |
| Wouterswoude                     | Hervormde kerk                                     |                                                                                    | 1805, toren 17e eeuw | |            |
| Wouterswoude                     | Gereformeerde kerk                                 | Martinus                                                                           | 1922 | |            |
| Zurich                           | Hervormde kerk                                     |                                                                                    | 1864 | |            |
| Zweins                           | Reginakerk                                         | Regina, patroonheilige voorganger                                                  | 1783 | |            |